# Marcheseuil
Marcheseuil ist eine französische Gemeinde mit 151 Einwohnern (Stand 1. Januar 2022) im Département Côte-d’Or in der Region Bourgogne-Franche-Comté (vor 2016 Bourgogne). Sie gehört zum Arrondissement Beaune und zum Kanton Arnay-le-Duc. 

## Lage
Sie grenzt im Nordwesten an Vianges, im Norden an Diancey, im Nordosten an Allerey, im Osten an Jouey, im Südosten an Magnien, im Süden an Voudenay, im Südwesten an Manlay und im Westen an Bard-le-Régulier. Das Gemeindegebiet wird vom Flüsschen Suze durchquert.

## Bevölkerungsentwicklung
| Jahr                       | 1962 | 1968 | 1975 | 1982 | 1990 | 1999 | 2008 | 2015 |
| -------------------------- | ---- | ---- | ---- | ---- | ---- | ---- | ---- | ---- |
| Einwohner                  | 264  | 226  | 204  | 181  | 160  | 156  | 160  | 155  |
| Quellen: Cassini und INSEE |      |      |      |      |      |      |      |      |